# Institut supérieur des mines et de la géologie de Boké
L'Institut supérieur des mines et de la géologie de Boké (ISMGB) est un établissement d'enseignement supérieur public de Guinée, situé à Tamakènè dans la ville de Boké.
Placé sous la tutelle du ministère de l'Enseignement supérieur et de la Recherche scientifique, c'est le plus ancien des instituts d'enseignement supérieur de la région de Boké. Il forme environ 200 ingénieurs par an.

## Localisation
L'ISMGB a été aménagé sur le site qui a servi de base pour les travaux de démarrage de la compagnie OFAB-CBG notamment le chemin de fer, le port et les deux cités. Situé à 5 km du centre ville au bord de la route nationale vers la cité minière de Sangarédi

## Histoire
En 1962, est créée la faculté des mines et géologie au sein de l’Institut Polytechnique de Conakry et dans le cadre d'une politique de décentralisation des institutions d'enseignement supérieur (IES) en République de Guinée. Elle est transférée à Boké en 1972 et érigée en institut supérieur en 1990
| N° | Nom et prénoms  | Début           | Fin             |
| -- | --------------- | --------------- | --------------- |
| 01 | Dr Oumar Keita  |                 | 26 octobre 2019 |
| 02 | Dr Diaka Sidibé | 26 octobre 2019 | 26 octobre 2021 |
| 03 | Dr Daouda Kéita | 16 février 2022 | En cours        |

## Programmes
L'ISMG de Boké propose quatre filières :
- Département des Services Géologiques
- Département des Services Miniers
- Département du Traitement – Métallurgie
- Département de l’Environnement et Sécurité Industrielle

## Ancien étudiants
- Amadou Thierno Diallo
- Moussa Magassouba
- Ousmane Doré